# Jorge Flores (pintor)
Jorge Flores (1934-2008) fue un pintor mexicano nacido en Durango. Jefe del taller de David Alfaro Siqueiros, trabajó en su taller por más de cuatro años y fue colaborador en obras importantes como el Polyforum Siqueiros.
Ingresó en la Escuela Nacional de Artes Plásticas de la Universidad Autónoma de México en 1958, miembro del grupo Francisco Goitia. En 1973 colabora con el Quijote siglo XX en el Polyforum Cultural Siqueiros. Hace el mural de la Cámara de Senadores de México. Exposición permanente en la NASA. También su mural de gran polémica que fue destruido en el hotel Casino de la Selva en Cuernavaca, Morelos propiedad del mecenas Manuel Suárez y Suárez.
- Datos: Q5935077